# Georges Gereidi
Georges Gereidi (arab. ‏جورج جريدي‎, ur. w 1924) – libański narciarz alpejski i biegacz narciarski, uczestnik Zimowych Igrzysk Olimpijskich 1956.
Gereidi wystartował na Zimowych Igrzyskach Olimpijskich 1956 w dwóch konkurencjach: w biegach narciarskich i narciarstwie alpejskim. W gigancie zajął 86. miejsce, a w biegu na 15 km został zdyskwalifikowany
Gereidi nigdy nie wystartował ani na mistrzostwach świata w narciarstwie alpejskim, ani na mistrzostwach świata w narciarstwie klasycznym.
Gereidi nigdy nie wystartował w zawodach Pucharu Świata w narciarstwie alpejskim, ani w zawodach Pucharu Świata w biegach narciarskich.

## Osiągnięcia

### Zimowe igrzyska olimpijskie

#### Biegi narciarskie
| Igrzyska               | Konkurencja   | Czas | Wynik | Zwycięzca        |
| ---------------------- | ------------- | ---- | ----- | ---------------- |
| Cortina d’Ampezzo 1956 | Bieg na 15 km | -    | DSQ   | Hallgeir Brenden |

#### Narciarstwo alpejskie
| Igrzyska               | Konkurencja | Czas   | Wynik | Zwycięzca    |
| ---------------------- | ----------- | ------ | ----- | ------------ |
| Cortina d’Ampezzo 1956 | Gigant      | 5:34.8 | 86.   | Anton Sailer |